# Морелли, Джованни
Джованни Морелли (итал. Giovanni Morelli), настоящее имя Николаос Шеффлер, известен также под псевдонимом Иван Лермольев (Ivan Lermoliev); 25 февраля 1816, Верона — 28 февраля 1891, Милан) — итальянский политик, медик и историк искусства, создатель оригинальной знато́ческой методики атрибуции произведений изобразительного искусства.

## Биография
Джованни Морелли родился в Вероне в семье Джованни Лоренцо Мореля, торговца и землевладельца швейцарского происхождения, председателя городского коммерческого суда, и Урсулы Дзаваритт, также родом из Швейцарии. Он был третьим ребёнком в семье, но потерял отца и двух братьев (Джованни и Эдоардо) в раннем возрасте. Его мать в 1821 году после смерти мужа переехала в Италию, в Бергамо (Ломбардия). Воспитанный в протестантской вере, Морелли не мог посещать итальянские школы, и его начальное образование проходило в Kantonschule в Арау (Швейцария; 1826—1832) и, позднее, в Мюнхенском университете (1833—1836), где он получил степень доктора медицины под руководством биолога и анатома Игнатия Дёллингера, защитив диссертацию по анатомии человека под названием «Паховая область» (De region inguinali), опубликованную в следующем году. Медицинское образование Морелли, хотя он никогда не занимался врачебной практикой, оказалось важным для формирования его собственного критического подхода к произведениям искусства и метода атрибуции живописных картин.
Начиная с 1838 года Джованни Морелли много путешествовал. После Берлина и Парижа он неоднократно бывал во Флоренции, Риме, Неаполе, Палермо. В каждом городе он в общении с нужными людьми углублял свои знания о литературе и изобразительном искусстве. В Риме он знакомился с античными сооружениями, осматривал картинные галереи и музеи. В Берлине он посещал салон писательницы Беттины фон Арним, встречался с учёным Александром фон Гумбольдтом и художниками Карлом Блехеном, Вильгельмом Штиером, брал уроки у историков искусства Густава Фридриха Ваагена, Карла Эдуарда Липгарта, Карла Фридриха фон Румора. В кругу флорентийских учёных и литераторов Морелли испытал влияние Никколо Антинори, потомка древней тосканской семьи, с которым он впоследствии поддерживал переписку.
Морелли был одним из активных участников Рисорджименто (итал. il risorgimento — возрождение, обновление) — вооружённой борьбы за объединение Италии против австрийского владычества. В 1848 году Морелли активно участвовал в восстании пяти дней в Милане. Он был непримиримым борцом, «карбонарием по духу» и поэтому придумал себе псевдоним «Иван Лермольев» (Ivan Lermolieff) — анаграмму «Джованни Морелли», вызывающую ассоциации с русскими террористами-революционерами. В дальнейшем Морелли публиковал свои сочинения по методике атрибуции живописных картин на немецком языке, также под псевдонимом: «Johannes Schwarze». Так в немецком переводе появился несуществующий Иоганнес Шварце, житель воображаемого Горлау (Gorlaw), недалеко от Бергамо.
«Альтер эго Морелли олицетворяет озадаченного русского знатока, посещающего итальянские коллекции произведений искусства, который утверждал, что приехал из Горлага, на самом деле Горлау, городка в провинции Бергамо. Выбор двойной маскировки личности и национальности, уже использовавшийся в предыдущих работах, отражает одну из специфических черт личности Морелли, вдохновленную осмотрительностью и конфиденциальностью вплоть до секретности в отношении его действий в своей же стране». Дело дошло до того, что впоследствии антагонист Морелли, историк искусства Вильгельм фон Боде даже заговорил о распространении эпидемии «лермольефмании».
Знание нескольких языков, в частности немецкого, благоприятствовало ему в дипломатических посреднических отношениях, что позволило Морелли занять должность во временном правительстве Ломбардии в германском сейме во Франкфурте-на-Майне, чтобы защищать интересы Италии. По этому случаю он опубликовал брошюру под названием «Обращение ломбардца к немцам» (Worte eines Lombarden an die Deutschen), в которой призывал к освобождению Италии от австрийского ига.
Посещение мастерских реставраторов живописи в Милане, а также мастерских Луиджи Каневаги, и отношения с теоретиком реставрации Джованни Секко Суардо способствовали развитию его навыков в анализе материального состояния картин, что служило важным основанием для атрибуции и предложениям по продаже картин. В Милане, который стал перекрёстком международной торговли произведениями живописи, Морелли установил важные и продолжительные контакты с английскими и итальянскими коллекционерами. Он стал консультантом по закупкам, но также преследовал цель остановить или хотя бы замедлить поток продаж итальянских картин на внешний рынок.
Так, например, ему удалось в 1875 году предотвратить покупку Берлинской картинной галереей, возглавляемой знаменитым Вильгельмом фон Боде, картины Джорджоне «Буря» (Гроза), выставленной на продажу венецианской семьей Манфрини. В 1855 году Джованни Морелли отказался от предложения возглавить кафедру итальянской литературы в Цюрихском политехническом институте и предложил на ту же должность Франческо Де Санктиса, который преподавал там до своего назначения министром образования в Королевстве Италия в 1861, 1878 и 1879 годах. Изучение и консультации при покупке и продаже картин побудили Морелли начать собирать, хотя и с небольшими средствами, собственную коллекцию живописи художников ломбардской и венецианской школ.
В 1859 году Джованни Морелли возобновил политическую и военную деятельность, взяв на себя роль командующего Национальной гвардией Бергамо. За патриотические заслуги в следующем году король Виктор Эммануил II провозгласил его гражданином Королевства Сардиния с правом избрания депутатом нового Субальпийского королевства от города Бергамо. В 1860 году Морелли переехал в Турин, вступив в ряды либерально-умеренной партии Камилло Кавура. Он также сохранил свое место в законодательных собраниях 1861, 1865 и 1868 годов, но отказался от повторного выдвижения в 1870 году.
В 1861 году Джованни Морелли был избран депутатом Италии от Бергамо. В 1873 году стал сенатором. Большое внимание он уделял совершенствованию законодательства запрещающего продажу произведений искусства за рубеж. Несомненно, что им были сохранены для Италии многие шедевры. В том же году Морелли был уполномочен премьер-министром Кавуром составить в сотрудничестве с Джованни Баттистой Кавальказелле каталог предметов искусства из закрытых монастырей и конгрегаций областей Марке и Умбрия. Последовали и другие задания: по поручению Де Санктиса Морелли провел исследование состояния государственного образования в Италии, в частности, устава Академии изящных искусств во Флоренции, и принял участие в работе комиссии по составлению законопроекта о сохранении художественного наследия. Морелли также предложил создать школу реставрации живописи.
В период 1868—1869 годов он совершал поездки между Англией, Францией, Бельгией, Голландией, Германией и Австрией в компании Монгери, профессора Академии Брера, посвятив себя изучению фламандского и голландского искусства с посещениями музеев и осмотром частных коллекций. В 1870 году он отправился в Рим, где принял участие в аукционах монте ди пьета и совершил важные приобретения произведений живописи тосканской и голландской школ для себя и своего двоюродного брата Джованни Мелли, после смерти которого в 1873 году он унаследовал обширное собрание картин, книг, каталогов и монет.
Начиная с 1874 года Морелли по поручению правительства Италии возглавил группу специалистов по инвентаризации итальянского художественного наследия. Эта работа завершилась назначением Морелли президентом Центрального комитета по сохранению изобразительного искусства (Comitato centrale per la conservazione delle belle arti), с задачей составить первый каталог картин художников классических школ, находящихся в государственной и частной собственности.
За двухлетний период 1874—1876 годов он опубликовал в венском «Журнале изобразительного искусства» (Zeitschrift für bildende Kunst) серию статей, посвящённых собранию римских галерей Боргезе и Дориа-Памфили — результат его многолетних исследований и атрибуций.
Многие книги Морелли хранятся в Библиотеке Академии Брера в Милане. Морелли умер 28 февраля 1891 года после непродолжительной болезни. Похоронен на Монументальном кладбище Милана. В 1895 году в Милане Джованни Морелли установлен памятник.

## Художественная коллекция Морелли
Создавая свою коллекцию, Джованни Морелли руководствовался собственными вкусами и научными интересами без конкретного плана. Он сделал свои первые приобретения в середине 1850-х годов: «Портрет молодого человека» Амброджо де Предиса и «Святой Иоанн Евангелист и Святая Марфа» Бергоньоне. Коллекция расширялась в основном в 1860-х и начале 1970-х годов, отчасти благодаря помощи его двоюродного брата Джованни Мелли. Работы из Флоренции, Сиены и Умбрии прибывали из собраний древних тосканских семей, а картины из Эмилии и Феррары поступали от продажи престижной коллекции Costabili. Настоящими жемчужинами были «Молодой курильщик» Моленара, «Истории Виргинии» Сандро Боттичелли, купленные на аукционе Монте-ди-Пьета в Риме, и «Портрет Леонелло д’Эсте» Пизанелло, приобретённый в Лондоне.
Коллекция, которая украшала комнаты дома Морелли на Via Pontaccio 14 в Милане, где она оставалась до смерти Джованни Морелли в 1891 году. В следующем году она была доставлена по завещанию в Академию Каррара в Бергамо, которая таким образом стала обладателем собрания одного из знаменитых искусствоведов XIX века. В 1892 году Густаво Фриццони, друг и верный последователь Морелли и его метода, разместил 117 картин и 3 скульптуры в двух галереях музея названных именем Джованни Морелли, которые позднее появились в печатном каталоге.

## Метод Морелли
Как отмечал Жермен Базен, во времена Морелли «за огромной массой произведений искусства прошлого были закреплены традиционные, весьма гадательные атрибуции; как и сегодня, задача учёных заключалась в том, чтобы разграничить работы мастера и произведения его подражателей и копиистов. Для этого было необходимо определить особенности индивидуального стиля художника». Решение этой задачи подсказывал принцип «чистой визуальности», наиболее полно разработанный несколько позднее Генрихом Вёльфлиным.
Морелли не стал подобно другим придавать решающее значение правильности композиции, особенностям рисунка и колорита картины. С педантичностью анатома он начал обращать внимание на мелкие, якобы ничего не значащие, детали. Морелли был убеждён, что рука мастера выдает себя в незначительных приметах, даже в тех случаях, когда он пытается подражать другому, более знаменитому художнику или копировать его произведения. Так, подобно индивидуальному почерку, манеру живописца-портретиста во всех его произведениях можно отличить по бессознательно повторяющимся из картины в картину рисунку крыльев носа, мочки уха, внутреннего уголка глаза или завитка волос. Эти бессознательные следы вряд ли могут быть скопированы, и «после расшифровки они свидетельствуют подобно отпечаткам пальцев на месте преступления. Инстинктивное в творчестве художника Морелли считал наиболее важным. Личность художника достовернее всего выражается в деталях, которым сознательно уделяется меньше всего внимания».
Джованни Морелли объяснял свой метод следующими словами: «Как и у большинства людей, говорящих и пишущих, у них есть любимые слова и фразы и привычные способы произнесения, которые они вводят в речь иногда без намерения, то есть не осознавая этого, и нередко даже там, где их не должно быть, поэтому почти у каждого художника есть определённые привычные манеры, которые он демонстрирует и которые ускользают от него незаметно […]. Теперь тот, кто хочет близко изучить мастера и узнать его лучше, должен направить свой взор на эти мелкие материальные вещи — каллиграф назвал бы их „повторяющимися оборотами“ (girigognoli) […] И разве не удивительно, что историки искусства занимаются сопоставлением портретных изображений по принципу „кто во что горазд“, даже не подозревая о том, что они вполне могли бы прибегнуть к помощи физиогномики, как это делают полицейские и следователи? Разве не напоминает в какой-то мере поиск точной атрибуции судебное расследование?».
Морелли различал два способа видения: один, «зависящий от внешнего глаза, другой — от внутреннего», в соответствии со способностью к наблюдению, которые выходят за рамки видимости, как это происходит в физиогномике, графологии и натурфилософии, с которыми теория и практика Морелли имели много точек соприкосновения.
В очерках о картинах старых мастеров в галерее Боргезе Морелли привёл много примеров сделанных им новых атрибуций, например «Портрет мужчины», считавшийся работой Ганса Гольбейна, Морелли приписал Рафаэлю. Традиционная атрибуция многих других работ также была им отвергнута. Разработанная Морелли методика была им опубликована в 1880 году под псевдонимом «Иван Лермольев» и под названием «Произведения итальянских мастеров» (Die Werke Italienischer Meister).

## Наследие, дискуссии и критика
Реакция на метод Морелли со стороны немецких и австрийских учёных и директоров музеев, в частности, Вильгельма фон Боде, колебалась между принятием и неприятием. Методика «знато́чества», в значительной степени созданная Морелли, обрела авторитетность благодаря Бернарду Беренсону, который познакомился с Морелли в 1890 году. В первое поколение «мореллианских» последователей, позднее называемых «конессёрами» входили Густаво Фриццони, Жан Поль Рихтер, Адольфо Вентури.
Зигмунд Фрейд в статьях цикла «Этот человек Моисей» (1939) увидел в теории Морелли положения, близкие его концепции психоанализа. Среди наиболее значительных сторонников мореллианского метода был метод Иоганна Пауля Рихтера, молодого учёного, который стал его постоянным корреспондентом, опытным учеником и признанным знатоком и коллекционером (переписка 1876—1891 годов).
Метод Морелли окончательно «вернул» имя Джорджоне шедевру живописи, картине «Спящая Венера» в дрезденской Картинной галереи старых мастеров. Ранее картину считали копией Сассоферрато с произведения Тициана. Он установил авторство Рафаэля в отношении знаменитой «Форнарины». или «Женщины под покрывалом»: «Донны Велаты» из галереи Палаццо Питти во Флоренции.
Метод Морелли использовали англичанин Джозеф Кроу и итальянец Джованни Баттиста Кавальказелле, несмотря на то, что полемический задор публикаций Морелли был направлен против их прежней методики.
Критическое исследование картин и рисунков старых мастеров — также благодаря сотрудничеству Морелли и Рихтера — распространилось на галереи Мюнхена, Дрездена и Берлина, особенно после публикации книги Морелли «Die Werke italienischer Meister», переведённой на английский (1883; 1892—1893) и на итальянский язык под названием «Работы итальянских мастеров в Мюнхенской, Дрезденской и Берлинской галереях» (Le opere dei maestri italiani nelle gallerie di Monaco, Dresda e Berlino; 1886).
Метод Морелли был подробно исследован Р. Воллхеймом в работе «Джованни Морелли и истоки научного знаточества. Об искусстве и разуме: очерки и лекции» (Giovanni Morelli and the origins of scientific connoisseurship. On Art and the Mind: Essays and Lectures, 1973).
В 1881 году отдельные статьи Морелли, посвящённые произведениям Рафаэля, были опубликованы в венских журналах, все под именем Ивана Лермольева. Некоторые рисунки, хранящиеся в Галерее Академии в Венеции и в других европейских коллекциях, Морелли приписывал не Рафаэлю, а Пинтуриккьо. В споре по этому поводу участвовали Кроу и Кавальказелле, которые в 1883 году опубликовали монографию о Рафаэле.
Только с 1890 года началась публикация на немецком языке полного корпуса сочинений Морелли, которую он составил сам в трёх томах под названием «Художественно-критические исследования итальянской живописи» (Kunstkritische studien über italienische Malerei). Первый том, о картинах галереей Боргезе и Дориа-Памфили в Риме, появился в том же году, в качестве расширенной и исправленной версии статей, относящихся к 1970-м годам; в 1891 году вышел второй том, который включал исправленный текст о немецких галереях, ранее опубликованный в 1880 году. Третий, незаконченный автором том, был опубликован Фриццони в 1893 году (в 1897 году в переводе на итальянский).
Значение необычайной личности Морелли было признано всеми, о чём свидетельствует широкое распространение его работ и его методов; у него было множество последователей на уровне международных знатоков: наиболее известными являются Бернард Беренсон в области искусства эпохи Возрождения и Джон Дэвидсон Бизли в области археологии. Следует помнить и других ученых, на которых более или менее повлияли его работы: Юлиус фон Шлоссер, Мориц Таузинг, Франц Викхофф из венской школы и Адольфо Вентури в Италии.
Морелли играл ведущую роль в делах защиты и политико-административного управления итальянским художественным наследием во времена первых правительств объединённой Италии. Он внёс решающий вклад в создание основ законодательных мер по охране художественного наследия и ограничению вывоза произведений искусства за пределы страны, каталогизации и научному исследованию музейных собраний. После периода жёсткой критики и даже некоторого забвения имя Морелли по праву вошло в число имён самых влиятельных историков искусства XIX века.

## Основные публикации
- Произведения итальянских мастеров в галереях Мюнхена, Дрездена и Берлина (Die Werke italienischer Meister in den Galerien von München, Dresden u. Berlin), 1880. Английский перевод: 1883; 1892—1893). Итальянское издание (Le opere dei maestri italiani nelle gallerie di Monaco, Dresda e Berlino), 1886
- Журнал изобразительного искусства. Сборник статей за 1874—1876 годы (Zeitschrift für bildende Kunst)
- Художественно-критические исследования итальянской живописи" (Kunstkritische studien über italienische Malerei). В 3-х т. 1890—1893. Итальянское издание (Della pittura italiana: studi storico-critici), 1897